# Салемал
Салема́л (рос. Салемал) — село у складі Ямальського району Ямало-Ненецького автономного округу Тюменської області. Адміністративний центр та єдиний населений пункт Салемальського сільського поселення.
Населення — 946 осіб (2017, 970 у 2010, 1003 у 2002).
Національний склад станом на 2002 рік: росіяни — 38 %, ненці — 32 %.